# Iva (drevo)
Iva (znanstveno ime Salix caprea) je listopadno drevo iz rodu vrb s povešavo krošnjo in dolgimi gibkimi  visečimi poganjki, ki segajo skoraj do tal. V višino in širino zraste nekje do 12 m. Ima ozke suličaste liste, ki se končajo s konico. Cveti na začetku pomladi z rumenkasto zelenimi mačicami. Uspeva na zelo svetlih rastiščih,  ustrezajo ji vse vrste tal, pomembno je le da ima dovolj talne vlage.

## Opis rastline
To je listopadno drevo, grm ali pritlikavi grm. Je žužkocvetna. Mnoge ive so pionirske, brst je pokrit z 1 luskolistom. Iva je ena izmed vrb s širokimi listi. Vrst vrb s širokimi listi je v Sloveniji še nekaj, vendar so njihovi predstavniki precej redki, zato je vrba s širokimi listi, ki jo najdemo, največkrat prav iva. Je do 10 ali 20 m visoko listopadno drevo ali grm. Ima široko, nepravilno in svetlo krošnjo ter debele, pokončne veje. Koreninski sistem je močan. 
Iva razvije globoko glavno in številne stranske korenine. Sistem korenin ive je plitev. S staranjem pa lahko razvijejo tudi navpično spuščajoče korenine. Na dobro prezračenih tleh lahko ta vrsta drevesa razvije relativno globok, ozko omejen sistem korenin.
S pomočjo morfoloških prilagoditev se tolerirajo tudi kratkotrajne poplave.
Skorja je zelenkasto siva in gladka, na starejših deblih do 2 cm debela in plitvo vzdolžno razpokana. Poganjki so močni, olivno zeleni do rdečkasti. Brsti so zašiljeno jajčasti, veliki, 5-8mm dolgi, rumeni do rdečkasti in pokriti z enim samim luskolistom. Premenjalno nameščeni listi so enostavni, največkrat eliptični , 6–12 cm dolgi, 3–6 cm široki, najširši na sredini lista. Listni rob je valovit, nažagan in nazobčan, pecelj je dolg 8–20 mm. Zgoraj so temno zeleni ali bleščeči, spodaj so rahlo belo puhasti , včasih gladki in imajo dobro izraženo ožilje. Je zelo skromna vrsta. Najbolje sicer raste na globokih, rodovitnih in svežih do vlažnih, prepustnih tleh, zelo dobro pa prenaša tudi revna, plitva in ne preveč suha rastišča na vseh vrstah matične podlage. Med vrbami prenese največ suše, po drugi strani pa tudi občasno zastojejočo vodo in poplavljenost. Njene potrebe po toploti so zelo majhne, zelo odporna je proti nizki zimski temperaturi in proti pozebi. Je svetoljubna vrsta, za rast potrebuje veliko svetlobe.

## Razmnoževanje
Iva je dvodomna in žužkocvetna vrsta, ki cveti marca in aprila. Cveti precej pred olistanjem, zgodaj spomladi včasih celo pozimi. Razmnožuje se s semenom, vegetativno pa s cepljenjem in zelo redko s potaknjenci. Je ena redkih vrb ki jo je zelo težko razmnoževati s potaknjenci.
Splošno je vegetativno razmnoževanje ive slabo. Tako se potaknjenci težko zakoreninijo ali pa sploh ne. Nekoliko boljšo sposobnost za nadomestno oblikovanje korenin imajo nekateri potaknjenci določenih klonov (npr. Salix caprea »Mas«) in potaknjenci hibridov vrbe.
Obdelava z rastnimi snovmi potaknjencev izboljša oblikovanje korenin.
Prvi poskusi razmnoževanja v epruveti so bili obetavni.
Cvetovi so enospolni, brez cvetnega odevala, imajo dvobarvno, spodaj svetlejšo,zgoraj črno in dolgodlako krovno lusko in rastejo na ločenih rastlinah. Moški cvetovi imajo po dva skoraj gola prašnika z rumenimi prašnicami in so združeni v jajčaste, 3-4,5 cm dolge mačice. Ženski cvetovi imajo dolgopecljato, dlakavo plodnico, mačice so do 6 cm dolge in zelenkaste.Cvetnega odevala ni ali pa je krnasto.
Pelod ive je lepljiv. Na podlagi hidrolize je ugotovljeno, da z 29% kaže na zelo visoko koncentracijo aminokislin. Sadeži in semena ive se razlikujejo glede na zasnovo, velikost in obliko le malo od ostalih salix-vrst.
Morfologija cveta
Tako so vrbe dvodomne (diecične) rastline, saj imajo na eni rastlini razvite moške cvetove, na drugi rastlini pa ženske cvetove. Cvetove najdemo pri obeh rastlinah v pokončnih ali visečih mačicah sli socvetjih. Med kritosemenke spadajo zato, ker so robovi plodnih listov zrasli v pestiče in semenske zasnove so v notranjosti pestičev, tako je ustvarjena boljša zaščita semenskih zasnov. Cvetnega odevala pri večini vrb ne nejdemo, ne pri moških cvetovih kot tudi ne pri ženskih cvetovih. Vsak cvet vrb pa je v zalistju luskastega podpornega lista (brakteje).
Morfologija moškega cveta
Moški cvet je sestavljen iz brakteje, nektarialnih žlez in dveh do dvanajst prašnikov. Nektarialne žleza so pod prašniki in izločajo posebne snovi s katerimi privabljajo opraševalce.
Prašnik je setavljen iz prašničnih niti ( filamenta ) in iz prašnice ( anthere ). Vsaka prašnica sestoji iz dveh polprašnic ( tek ), ki ju povezuje sterilno tkivo ( konektiv ), v katerem poteka žila. Vsaka prašnica sestoji iz dveh pelodnih vrečk ( mikrosporangijev ), v katerih nastajajo pelodna zrna ( mikrospore ). Vsaka pelodna vrečka se odpira na podlagi ene plasti tanjših celic, ki se ob zrelosti prašnika pretrgajo. To, za odpiranje pelodnih vrečk strogo določeno mesto, se imenuje stomium. Pelodna zrna imajo dve ovojnici. Notranja se imenuje intina in sestoji iz pektina in celuloz. Zunanja ovojnica se imenuje eksina, je debela in sestoji iz zelo trpežnih sporopoleinov. Sporopoleini so terpeni, ki nastajajo z oksidacijo polimerizacijo karatoneidov in njihovih estrov
Morfologija ženskega cveta
Ženski cvet je sestavljen iz brakteje, nektarialnih žlez in pestiča. Pestič je sestavljen iz plodnice (ovarium), vrata (stylus) in brazde (stigma). Cvetovi so lahko pecljati ali sedeči z enim vratom in dvodelno brazdo. Plodnica je nadrasla. Za nadraslo plodnico je značilno, da je na najvišjem mestu na cvetišču, vsi drugi elementi pa so na cvetišču razporejeni pod njo. Semenska zasnova (ovolum) v plodnici je zgrajena iz osrednjega tkiva (nucelus) in ovojnic (integumentum). Na plodnico se semenska zasnova prirašča s pecljem (funikulus).

## Areal (področje razširjenosti)
Naravno je razširjena po vsej evropi, sega daleč na sever v Skandinavijo in po sredozemskih gorovjah daleč na jug. Čez malo Azijo in Kavkaza je razširjena do vzhodne Azije, kjer postopoma preide v sorodne azijske vrste. Raste v svetlih gorskih in drugih gozdovih od nižin do subalpinskega pasu, v Alpah raste do 2000m nadmorske višine. 
Raste tudi po vsej Sloveniji, pogosta je na posekah, pogoriščih, po gozdnih robovih, ob vodah in svetlih gozdovih. Najpogostejša je v gričevju in sredogorju, sicer pa raste od nižin do gozdne meje tako da jo najdemo še na 1700m n. v. V Sloveniji je med najpogostejšimi vrstami vrb in ob enem ena najbolj značinih pionirskih drevesnih vrst saj se skoraj vedno med prvimi pojavi na zaraščujočih gozdnih površinah. To ji omogočajo lahko in hitro kalivo seme, ki ga veter zlahka raznese daleč na okrog, hitra mladostna rast in rastiščna skromnost. Značilen primer pionirskih lastnosti so ruševine  nekdanjih vasi na Kočevskem, ki jih je Iva skoraj popolnoma prerasla.

## Uporabnost
Les je zelo mehek in ga je lahko obdelovati, vendar ga večinoma uporabljajo samo za kurjavo. Skorjo so nekoč uporabljali za strojenje in za črno barvanje lanenega in bombažnega prediva. Mlade liste in poganjke zelo rada obžira živina. Je medonosna vrsta. Opraševalce, večinoma čebele, na cvet privabijo medovne žleze na bazi prašnikov ali pestičev. Vrbe kot pomembene medonosne vrste dajejo predvsem cvetni prah in propolis. Prav cvetoča iva in njeni križanci spomladi čebelam ponujajo prvo obilnejšo pašo in ivo zaradi njene  velike medonosnosti ponekod celo sadijo v nasade. 
Kot večina drugih vrb ima iva vrsto zdravilnih lastnosti. Najpogostejši pripravki s čaji iz lubja, listov in mačic in za izvlečke zadnjih zeliščarjev navajajo tudi, da pomagajo pri spolni prerazdraženosti. Listja drugih vrb živina na splošno ne ceni preveč, listi in mladi poganjki ive pa so zanje včasih prava poslastica. Že v preteklosti so jih rade obžirale koze, o čemer priča tudi ivino latinsko ime Salix caprea, ki prihaja iz izraza capreus, latinsko to pomeni kozji. Gotovo ne po naključju je na prvi znani risbi ive skupaj z njo narisana tudi koza, kako obžira njene liste. Angleži vrsto imenujejo goat willow, kozja vrba. V katoliških regijah je iva znana tudi kot palmova vrba. Njene veje ko še nimajo mačic, se blagoslovijo na cvetno nedeljo in razdelijo vernikom, kar bi jih naj varovalo pred nesrečo.
Notranjost lubja je užitna, surova ali prekuhana. Jo posušimo, zmeljemo v prah in dodamo k moki. Užitni so tudi mladi poganjki.

## Zdravilne lastnosti
Sveže lubje vseh vrst tega rodu vsebuje salicin, ki se verjetno razgradi v salicijsko kislino  (podobna aspirinu) v človeškem telesu. Izvleček iz listov se uporablja kot zdravilo proti prehladom. Destilirana voda iz cvetov je afrodizijak, krepilen in kot poživilo. Uporablja se samo za  zdravljanje glavobolov. Estrakte ive porabljali kot zdravilo proti prhljaju in mastnim lasem.

## Genetska variabilnost
Genetske raziskave vrb so pomembne iz več vidikov, vendar je najbolj v ospredju gospodarski pomen. S pomočjo genetskih raziskav razvrščujejo vrste glede na njihovo sorodnost v višje taksonomske skupine, preučujejo polimorfizem in vzroke polimorfizma. Večina genetskih raziskav v rodu Salicaceae je bila opravljena na rodu Populus, vrbe so bile nekako potisnjene v ozadje. .
V Evropi je potekala raziskava v kateri so raziskovali s pomočjo PCR-RFLP onačevalcev, raznolikost kloroplastne DNK pri 24 populacijah vrb iv po celi Evropi. Odkrili so veliko variabilnost med populacijami. Vzrokov za to je več: 1. Zemljepisna lega in zadnja ledena doba ki je izrinila in preprečila stik mnogih  populacij iv. 2. Velika hitrost ponovne kolonizacije in možnost razkropitve na vse strani. 3. Veliko število mutacij. 4. Ekstenzivno križanje z drugimi vrstami vrb.
V primerjavi z drugimi drevesnimi vrstami kaže salix caprea zelo veliko stopnjo kloroplastne DNA variabilnosti. Podobne raziskave so potekale pri poljskem javorju, gorskem javorju, črni jelši, brezi, dobu, kjer so našli 5 in 17 haplotipov in deferenciacije med populacijami so bile visoke pri večini vrst. Pri ivi pa so zaznali 28 haplotipov in malo variacij zaradi raznolikosti pri populacijah. Podobno se da odkriti tudi pri drugih vrstah iz družine salicaceae. Trepetlika ima 21 haplotipov. Visoka razmerja nadomestitev lahko privedejo do nerazumljivega  geografičnega vzorca. Prisotnost skupnih haplotipov med Salix capreo, S. cinereo, S. aurito, S. purpureo, S. atrocinereo and S. appendiculato ter odsotnost S. albe, S. eleagnos in S. fragilis, najbrž kaže da je hibridizacija potekala med Salix caprea z najprej navedenimi in ne kasneje navedenimi. Ko si rastlinske vrste delijo haplotipe je težko določiti v katreo vrsto spada originalni haplotip. Ampak je zelo verjetno, da so vsi haplotipi najdeni v salix caprei tudi nastali v njej, ker je v drugih vrstah najdeno veliko haplotipov ki so orginalni v salix caprei. To pa seveda zelo vpliva na genetsko strukturo vrst in ima podoben učinek na povečano populacijo ali imigracijo. Ponavljajoče menjavanje genov med vrstami pa privede do večjega št. haplotipov in velike stopnje genetske variabilnosti, kot je to pri salix caprea.
V raziskavi, ki je obravnavala bolezen vrb,vrbjo rjo, so uporabili podtaknjence vrbe ive, da bi ugotovili zanesljivost tistih iv ki so bile imune na to bolezen. Ker ukoreninjenje podtaknjencev klonov vrbe Ive ni uspelo, so uporabili druge metode. Desetim izbranim ivam, ki so se jim ravno začeli razvijati listi, so jim porezali veje in te veje odnesli v prostor kjer so se razvijale in rastle pri 20 do 22 stopinj celzija, osvetljene in obdane s toplimi beloobarvanami fluorescentinimi tulci.. Nekej rastlin, ampak manjšina je odmrlo že v prvem mesecu, ampak samo z  rastlinami ki so zrasle z oskrbo je bilo to povzročeno z bakterijsko okužbo. Dva klona sta z lahkoto preživela. Pet klonov je priživelo šele potem ko so naredili več poskusov s še večjim številom primerkov. Trije kloni pa niso uspeli. Kloni iv so bili zelo odvisni od genotipa, vendar so rezultati pokazali da so te metode zelo učinkovite.
Pri ivi je znanih več različnih oblik, ki jih razlikujejo predvsem po obliki in velikosti listov. Med varietetami je najpogostejša Salix caprea var. sphacelata, ki se v več znakih razlikuje od osnovnega tipa in jo običajno najdemo v večjih nadmorskih višinah po vsej Evropi. Razen vrbe žalujke in njej podobnih vrb in križancev s povešenimi vejami vrbe niso ravno med najbolj iskanimi okrasnimi drevesi, toda iva, sajena v skupini, zgodaj spomladi z močnimi kontrasti, ki jih ustvari s svojimi srebrnimi in rumenimi mačicami nadvse prijetno poživi temno in sivo pokrajino. Znani močno cvetoči okrasni obliki sta salix caprea Atlas s srebrno skorjo in Salix caprea Silberglans z ozko krošnjo.

## Medvsrstno križanje
Prepoznavanje vrb je precej zahtevno. Naloga naj bi bila tako težka, če bi se bilo treba odločati samo med dobrimi 20 domačimi vrstami, toda vrbe se med seboj tako rade križajo, da nekateri vrboslovci menijo, da je križancev celo več kot čistih vrst. Kakorkoli že, determiniranje je zahtevno in včasih celo s pomočjo povečevalnega stekla, s katerim pregledamo krovne luske, plodnice, prašnike ali medovne žleza, nezanesljivo. Pri Ivi nalogo olajšajo veliki popki, fino dlakasti enoletni poganjki in razmeroma široki 6 cm dolgi in pol toliko široki listi.
- Salix caprea x cinerea (S. x reichardtii) je križanec med vrbo ivo in pepelnatosivo vrbo. Je zelo pogost, skoraj pogostojši kot čista oblika vrbe ive.
- Salix caprea x viminalis (S. x smithiana) je križanec med vrbo ivo in vrbo beko.
- Salix caprea x daphnoides (S. x hungarica) je križanec med vrbo ivo in volčinasto vrbo, ki je zelo lepa zgodaj spomladi ali celo pozimi ko dobi mačice.
- Salix caprea x aurita (S. × multinervis) je križanec med vrbo ivo vrbo rakito.
- Salix caprea x purpurea (S. × sordida) je križanec med vrbo ivo in rdečo vrbo.

## Ekološki pomen vrbe Ive
Vrbe so značilne pionirske vrste, to pomeni, da naseljujejo lokacije, ki so za uspešno rast drugih, predvsem lesnatih rastlin, neprimerne. Naseljujejo tako degradirana področja kot tudi področja, kjer lahko opazujemo pojav stalnih motenj, npr na rečnih in hodourniških bregovih, poseljuje močvirne površine in lokacije z ekstremno nizkimi temperaturami in mraziščne kotanje ter površine z majhnimi količinami zemlje. Vrbe so pomembne pri obnavljanju opustošenih terenov.
Nekateri gozdovi so propadli zaradi močnega pritiska velikih rastlinojedcev, ki so obžirali drevesa. Posledica takega uničenja je naselitev nekaterih pionirskih vrst kot so  trepetlika (populus tremula), breza (Betula pendula) in puhasta breza (Betula pubescens). Kot primer se je takšen proces odvijal v narodnem parku Bialowieza na Poljskem. Po tem ko je propadel smrekov gozd, je na pomoč priskočila vrba iva in pomagala obnoviti gozd. Iva je zapolnila vsa področja ki so bila uničena zaradi rastlinojedcev, ki so uničili večino dreves in podrasti v letih 1892 – 1915. Takrat se je iva pojavila tudi na področjih ki so bila prej brez gozda. Tu so se pojavile velike populacije zdravih iv, z rastjo ki je tipična za gozdna drevesa, in so dosegala visoko višino. Ive so začele odmirati ko so dosegle starost okoli 50 do 60 let. Nekatera posamezna drevesa pa so doživela starost 74 let. Proces izumiranja vrb na tem področju, opazovan 19 let z označenimi drevesi, je potekal zelo hitro. Še posebej v prvih 10 letih opazovanja dreves. Sledilo je skoraj popolno izginotje vrb iv v narodnem parku Bialowieza. Smrt posameznih dreves je bila v večjem številu zaradi oslabitve njihovega zdravja in zmanjšanega prirastka v zadnjih 4-9 letih življenja. Zaraščat so se začela drevesa kot so navadni beli gaber, lipovec, gorski javor ter gorski brest. In odsotnost druge generacije pionirskih vrst kaže na konec regeneracije gozda v narodnem parku Bialowieza na Poljskem.
Na severni strani gorovja Breitenberg, v nadmorski višini 550–650 m so na večji golosečni površini leta 1947 pogozdovali z brezo, smreko, bukvijo in borom. Čez čas je na površini prevladala breza. Kot naravni spremljevalec breze se je pojavila iva, v nižjih legah v družbi s trepetliko. Iva se je pojavila v obliki poldrevesa in drevesa. Iva na tem področju je avtohtona in se razmnožuje skoraj izključno s semenjem. Značilno je, da je na tem področju zastopana sklenjena populacija ive, pretežno v drevesni obliki.
ORTMANN  poudarja, da se iva odlično uveljavlja na posekah sredogorja, skupaj z brezo, jesenom, trepetliko kot pionirska oblika gozdov iglavcev.